# كمال تبريزي
كمال تبريزي (بالفارسية: کمال تبریزی) ( 28 أكتوبر 1959) مخرج سينمائي إيراني، ولد في طهران، مع انتقال والديه من تبريز، تخرج كمال التبريزي من جامعة طهران للفنون في كلية السينما والمسرح.

## النشاط المهني
بعد تخرجه من قسم السينما والتلفزيون من جامعة الفن في طهران، ذهب إلى جبهة الحرب بين إيران والعراق (1981 ~ 1989) كمخرج ومصور وأخرج أول فيلم وثائقي عن شهداء الحرب والذي فاز بجائزة أفضل فيلم وثائقي في طشقند. قام بتدريس السينما والتوجيه في جمعية السينما الشبابية والمركز التربوي لصناعة الأفلام لعدة سنوات ورتب العديد من ورش العمل حول السينما. أخرج أول فيلم روائي طويل له في عام 1988. ومنذ ذلك الحين، أنتج أكثر من 18 فيلماً روائياً، بما في ذلك إنتاجان مشتركان مع اليابان ("Wind Carpet" (2001) والذي كان أفضل بائع في السوق الإيرانية. تعد أفلامه الطويلة ومسلسله التلفزيوني من أكثر الأفلام شعبية في السوق الإيرانية وقد لقيت استحسانًا وحصلت عليها في مهرجانات الأفلام الدولية.
حصل على دكتوراه في الفن من وزارة الفن والثقافة عام 2017.

## روابط خارجية
- كمال تبريزي على موقع IMDb (الإنجليزية)
- كمال تبريزي على موقع ألو سيني (الفرنسية)
- كمال تبريزي على موقع أول موفي (الإنجليزية)
- كمال تبريزي على موقع قاعدة بيانات الأفلام السويدية (السويدية)
- كمال تبريزي على موقع قاعدة بيانات الفيلم (الإنجليزية)
- كمال تبريزي على موقع كينوبويسك (الروسية)